# 澳洲連鰭喉盤魚
澳洲連鰭喉盤魚（學名：Lepadichthys sandaracatus），為輻鰭魚綱喉盤魚目喉盤魚科連鰭喉盤魚屬的其中一種，分布於西澳大利亞海域，本魚體延長，前部平扁，後部側扁，體不被鱗，覆有粘液層，頭部側線發達，身體上側線不明顯，單一背鰭，無硬棘，臀鰭與背鰭相對，腹鰭喉位，與周圍的皮褶特化成一吸盤，體淡黃色，眼睛上有一條紅色條紋，屬底棲性魚類，生活習性不明。

## 擴展閱讀
維基物種上的相關：澳洲連鰭喉盤魚